# Street Scene
Street Scene es un musical de Broadway o, más precisamente, una "ópera estadounidense" con música de Kurt Weill, letras de Langston Hughes y argumento de Elmer Rice. Se basa en la obra del mismo título, ganadora del Pulitzer, escrita por Rice. Compuesta en 1946, se estrenó a modo de prueba en Philadelphia, se hicieron revisiones y Street Scene se presentó en Broadway en el Teatro Adelphi el 9 de enero de 1947. 
Fue Weill quien se refirió a la pieza como una "ópera estadounidense" (también la llamó "ópera de Broadway"), pretendiendo que fuera una síntesis de la ópera tradicional europea y el teatro musical estadounidense. Recibió el primer Premio Tony a la Mejor Partitura Original por esta obra, después del estreno en Broadway en 1947. Aun así, Street Scene no se ha repuesto en Broadway; se produce con bastante regularidad por las compañías de ópera. Musical y culturalmente, incluso dramáticamente, la obra se sitúa en un terreno intermedio entre La ópera de tres peniques (1928) del propio Weill y West Side Story (1957) de Leonard Bernstein.
Su estreno en España se produjo en el Gran Teatro del Liceo de Barcelona en marzo de 2013, y en febrero de 2018 llegó al Teatro Real de Madrid.

## Personajes
| Personaje                                                                 | Tesitura              | Reparto del estreno, 9 de enero de 1947 (Director: Maurice Abravanel) |
| ------------------------------------------------------------------------- | --------------------- | --------------------------------------------------------------------- |
| La familia Maurrant                                                       |                       |                                                                       |
| Frank Maurrant, un bruto violento y desagradable                          | bajo-barítono         | Norman Cordon                                                         |
| Anna Maurrant, su cálida esposa                                           | soprano dramática     | Polyna Stoska                                                         |
| Rose Maurrant, su hija adolescente                                        | soprano lírica        | Anne Jeffreys                                                         |
| Willie Maurrant, su muchacho travieso                                     | niño, no cantado      | Peter Griffith                                                        |
| La familia Jones                                                          |                       |                                                                       |
| Emma Jones, una vecina cotilla                                            | mezzosoprano          | Hope Emerson                                                          |
| George Jones, su marido alcohólico                                        | barítono              | David E. Thomas                                                       |
| Mae Jones, su promiscua hija adolescente                                  | mezzosoprano          | Sheila Bond                                                           |
| Vincent Jones, su brutal hermano mayor, un taxista                        | papel hablado         | Robert Pierson                                                        |
| La familia Olsen                                                          |                       |                                                                       |
| Olga Olsen, una vecina sueca                                              | contralto             | Ellen Repp                                                            |
| Carl Olsen, su esposo                                                     | bajo                  | Wilson Smith                                                          |
| Visitantes de la casa                                                     |                       |                                                                       |
| Dick McGann, un interés romántico de Mae Jones                            | barítono              | Danny Daniels                                                         |
| Harry Easter, sórdido jefe de Rose Maurrant                               | barítono              | Don Saxon                                                             |
| Steve Sankey, un lechero, supuestamente tiene un affair con Anna Maurrant | papel hablado         | Lauren Gilbert                                                        |
| Nursemaid #1, una joven niñera                                            | alto lírica           | Peggy Turnley                                                         |
| Nursemaid #2, otra joven niñera                                           | contralto             | Ellen Carleen                                                         |
| Dr. John Wilson, el médico de la esposa embarazada de Daniel Buchanan     | papel hablado         | Edwin G. O'Connor                                                     |
| Officer Harry Murphy, un policía                                          | papel hablado         | Norman Thomson                                                        |
| James Henry, City Marshall                                                | papel hablado         | Randolphe Symonette                                                   |
| Fred Cullen, su ayudante                                                  | papel hablado         | Paul Lily                                                             |
| Ambulance Driver, conductor de ambulancia                                 | papel hablado         |                                                                       |
| La familia Kaplan                                                         |                       |                                                                       |
| Abraham Kaplan, un hombre mayor judío de opiniones radicales              | barítono              | Irving Kaufman                                                        |
| Sam Kaplan, su dócil nieto adolescente, enamorado de Rose Maurrant        | tenor                 | Brian Sullivan                                                        |
| Shirley Kaplan, su hermana mayor, una maestra                             | papel hablado         | Norma Chambers                                                        |
| La familia Fiorentino                                                     |                       |                                                                       |
| Greta Fiorentino, una vecina alemana                                      | soprano de coloratura | Helen Arden                                                           |
| Lippo Fiorentino, su batallador esposo italiano                           | tenor                 | Sydney Rainer                                                         |
| La familia Hildebrand                                                     |                       |                                                                       |
| Laura Hildebrand, una madre soltera luchadora                             | papel hablado         | Elen Lane                                                             |
| Jennie Hildebrand, su hija adolescente                                    | mezzosoprano          | Beverly Janis                                                         |
| Charlie Hildebrand, su pequeño niño                                       | niño                  | Bennett Burrill                                                       |
| Mary Hildebrand, su pequeña niña                                          | niña                  | Juliana Gallagher                                                     |
| Otros residentes                                                          |                       |                                                                       |
| Daniel Buchanan, un vecino nervioso                                       | tenor                 | Remo Lota                                                             |
| Henry Davis, el portero                                                   | barítono              | Creighton Thompson                                                    |
| Grace Davis, su pequeña niña                                              | niña                  | Helen Ferguson                                                        |